# Landstalker – Die Schätze von König Nolo
Landstalker – Die Schätze von König Nolo (OT: jap. ランドストーカー 皇帝の財宝, Landstalker: Kōtei no Zaihō) ist ein 16-bit-Videospiel für den Sega Mega Drive. Es hat eine isometrische Grafik, die dem Spieler ein dreidimensionales Aussehen vermittelt. Das Spiel wurde von der japanischen Firma Climax Entertainment entwickelt und ist in mehrere europäische Sprachen übersetzt worden. Der Soundtrack zum Spiel wurde von Motoaki Takenouchi komponiert. Das Visual Concept stammt von Tamaki Yoshitaka, der sich auch schon für den Stil der Shining Force Serie verantwortlich gezeichnet hat.

2007 ist auf der Virtual-Console-Plattform für Nintendo Wii eine emulierte Version des Titels erschienen. Auch in Deutschland griff man dabei auf die englischsprachige Version zurück.

## Handlung
Der Held Niels von Ahorn (engl. Nigel, fr. und jap. Ryle (ライル Rairu)), ein junger Elf und Schatzsucher, macht zufällig die Bekanntschaft mit der Nymphe Flora (engl. und jap. Friday (フライデー Furaidē)), nachdem er einen gefährlichen Auftrag ausgeführt hat. Flora wird von einer Gauner-Bande verfolgt, bestehend aus der Anführerin Kayla und zwei stümperhaften Gestalten namens Ink und Wally. Das Trio will von Flora den genauen Aufenthaltsort der Schätze von König Nolo erfahren. Niels hilft Flora, sich vor den Verfolgern zu verstecken, woraufhin sie ihm verspricht, ihm die Schätze von König Nolo zu zeigen.
König Nolo, einst ein grausamer und legendärer Herrscher, hat auf der Insel Merkator seinen Schatz versteckt. Daher machen sich Niels und Flora auf dem Rücken eines riesigen Adlers auf zur besagten Insel. Dort angekommen, schließen sie Freundschaft mit den Bewohnern des Dorfes Massan. Anschließend erkunden sie die Insel und kehren dabei auch in die Hauptstadt der Insel, Merkator, ein. Der arrogante Herzog der Stadt entpuppt sich als hinterlistig und es stellt sich heraus, dass er ebenfalls nach den Schätzen Nolos sucht. Auch andere Abenteurer sind an dem sagenumwobenen Gold interessiert. Mit vielen Feinden, Widersachern und Konkurrenten im Rücken gelingt es dem Duo aber dennoch, dem Schatz immer näher zu kommen. Letztendlich schaffen sie es, das uralte Labyrinth des Kriegskönigs zu betreten und zu durchqueren. Am Ende treffen sie auf den untoten König, mit dem sich Niels ein letztes Gefecht liefert. Nachdem dieser stirbt, erscheint der Drache Gola, eine Urmacht der Insel, welchen Niels ebenfalls besiegt.
In der deutschen (sowie der original-japanischen) Version des Spiels allerdings fällt all das Gold in einen Abgrund und ist für immer verloren. Niels und Flora nehmen es traurig-gelassen und beschließen, noch weitere Abenteuer zu bestehen. In anderssprachigen Versionen des Spiels hingegen können Niels und Flora das Gold erlangen.

## Spielprinzip
Landstalker ist ein klassisches Action-Adventure. Im Laufe des Spiels erhält Niels immer bessere Schwerter, Rüstungen und Items. Er trifft allerhand seltsame Gestalten, muss Höhlen erkunden, Dörfer besuchen, Rätsel lösen, Kämpfe fechten und Gespräche führen. Einige Dialoge sind ausgesprochen witzig geschrieben. Eingebaute Minispiele sorgen regelmäßig für Abwechslung. Die Nymphe Flora erscheint direkt aber nur, wenn Niels verwundet ist (und heilt ihn) oder beteiligt sich gelegentlich an wichtigen Gesprächen. Ansonsten ist sie versteckt in seinem Rucksack.
Das Spiel folgt einem festen Handlungsablauf, man kann sich aber in der Welt frei bewegen und immer wieder an bereits besuchte Orte zurückkehren. Ebenso sind einige Aufgaben optional und bieten bei Erledigung einen Mehrwert für den Protagonisten – so kann beispielsweise ein Baum als Teleporter innerhalb der Insel dienen, wenn man diesem hilft, sich von Schädlingen zu befreien.

## Rezeption
Das Spiel erhielt sehr positive Rezensionen. Die Power Play zieht den Vergleich zu Konkurrent Zelda und sieht bei Landstalker mehr spielerischen Anspruch. Mit Bezug auf den Zelda-Helden titelt man “Link go home!”. Einzig die isometrische Perspektive wird zum Kritikpunkt für das Spiel-Design, da Sprungeinlagen durch das Fehlen von Schatten damit verwirrend würden. Laut Mega Fun ist der Geschicklichkeitsanteil „höchstgradig fordernd“. Im Test der Zeitschrift Video Games wurde sowohl Qualität, als auch Umfang des Spiels gelobt.

„Adventure-Freaks und Dungeon-Stöberer sind mit Landstalker für lange Zeit weg vom Fenster.“

## Fortsetzungen & Ableger
- Landstalker 2 – Heart of Diamond (Manga)

Heart of Diamond war der einzige direkte Nachfolger von Landstalker, wenngleich auch nicht als Spiel. Es war ein Fanmanga, welcher von dem Climax-Zeichner Yoshitaka Tamaki, der auch das Charakterdesign für Landstalker, Shining Force u. a. übernahm, und von Landstalker Fans ins Leben gerufen wurde. Der Manga ist heute extrem selten zu finden.
- LadyStalker (1. April 1995 in Japan, SNES)

Dieses Spiel mit einer weiblichen Figur in der Hauptrolle wurde ausschließlich in Japan veröffentlicht.
- Dark Savior (30. August 1996 in Japan, 13. Dezember 1996 in Nordamerika, Februar 1997 in Europa, Sega Saturn)

Obwohl die Spielgeschichten keine Verbindungen aufweisen, wird das Sega Saturn-Spiel Dark Savior, erschienen 1996, von der Fangemeinde als geistiger Nachfolger von Landstalker gehandelt.
- Time Stalkers (15. September 1999 in Japan, 28. März 2000 in Nordamerika, 10. November 2000 in Europa, Dreamcast)

Für das Dreamcast erschien 2000 das Spiel Time Stalkers, in welchem die beiden Hauptfiguren wieder auftauchten.
- Die Zukunft von Landstalker

2008 sollte für die PlayStation Portable (PSP) ein Remake des Spiels Landstalker erscheinen, das Projekt wurde allerdings wieder gekippt, so dass es im Moment kein Revival von Landstalker geben wird. Es sollte in 3D-Grafik veröffentlicht werden, sich aber am Aussehen des Originals orientieren. Die Handlung sollte erweitert werden, grundlegende Elemente aber erhalten bleiben (Stand: Nov 2007).